# Angklung

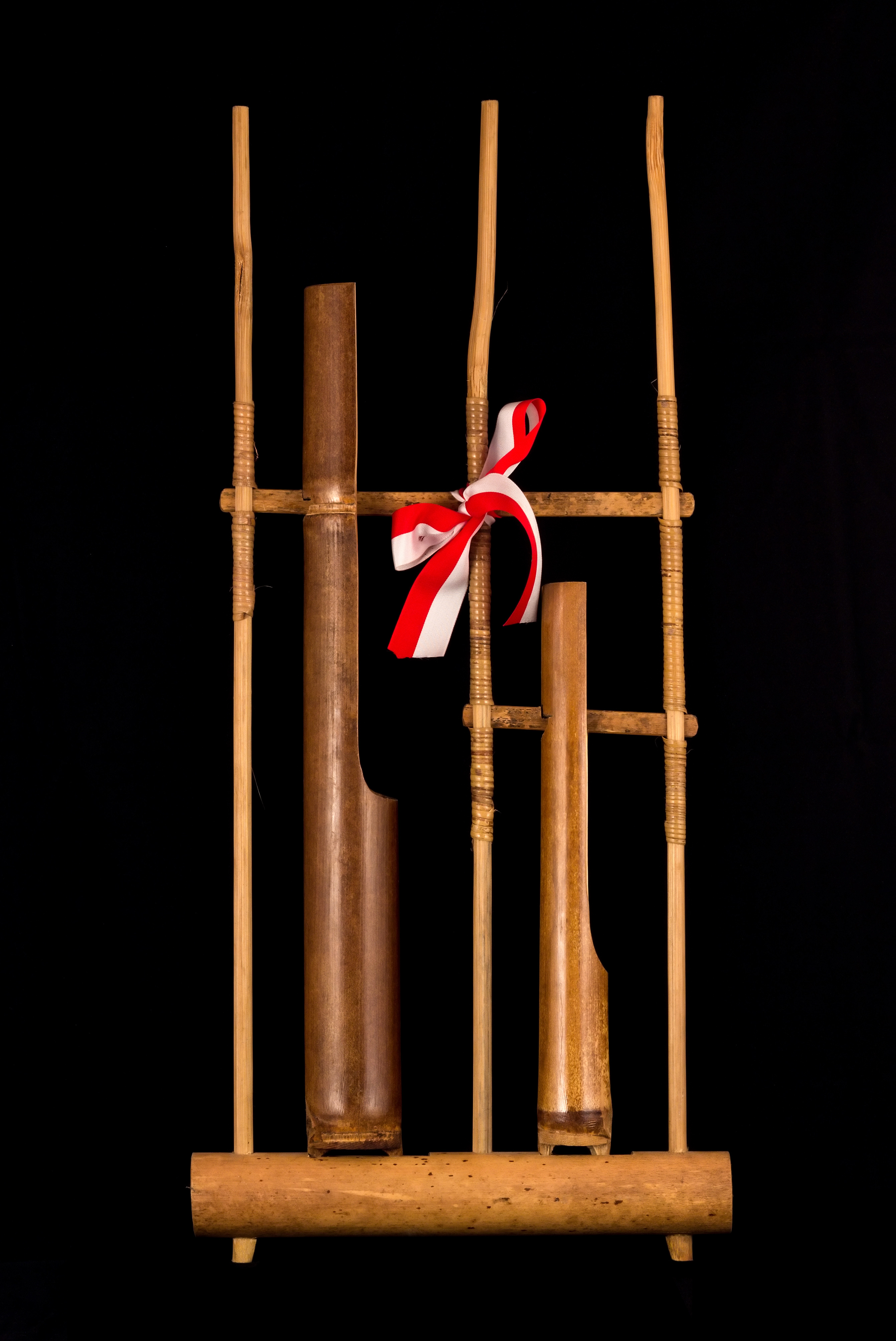
Angklung de un solo tono, para su uso en orquestas

El angklung es un instrumento musical típico de Indonesia elaborado de un número variable de tubos de bambú unidos a un marco del mismo material. Los tubos están tallados para tener un tono resonante cuando se golpean y están sintonizados en octavas, similar a las campanillas. La base del marco se sostiene con una mano, mientras que con la otra mano se sacude el instrumento. Esto hace que suene una nota que se repite. Cada uno de tres o más intérpretes en un conjunto de angklung tocan solo una nota o más, pero se producen melodías completamente completas.
El angklung es popular en todo el sudeste de Asia, pero se originó en lo que hoy son las provincias de Java Occidental y de Bantén en Indonesia, y ha sido tocado por los sondaneses durante muchos siglos, convirtiéndose en parte importante de la identidad cultural de dichas comunidades. Tocar el angklung como parte de una orquesta requiere cooperación y coordinación, y se cree que promueve los valores del trabajo en equipo, el respeto mutuo y la armonía social.
El 18 de noviembre de 2010, la UNESCO reconoció oficialmente el angklung indonesio como una Obra Maestra del Patrimonio Oral e Intangible de la Humanidad, y alentó al pueblo y al gobierno de Indonesia a salvaguardar, transmitir, promover las actuaciones y alentar la artesanía de angklungs.

## Etimología
La palabra angklung puede haberse originado del término sondanés angkleung-angkleungan, sugiriendo el movimiento del intérprete y el sonido «klung» que provoca el instrumento al ser tocado.
Otra teoría sugiere que la palabra se formó a partir de dos palabras balinesas: angka, que significa «tono» y lung significa «roto» o «perdido». Angklung por lo tanto significaría «tono incompleto».

## Historia
Según el Dr. Groneman, el angklung ya había sido un instrumento musical favorito de todo el archipiélago incluso antes de la era hindú. De acuerdo con el etnomusicólogo Jaap Kunst en su obra «Music in Java», además de Java Occidental, el angklung también existe en Sumatra Meridional y Kalimantan. Lampung, Java Oriental y Java Central también están familiarizados con el instrumento.
En el período hindú y el tiempo del reino de Sonda, el angklung jugó un papel importante en las ceremonias. El angklung se tocaba para honrar a Dewi Shri, la diosa de la fertilidad, por lo que ella bendeciría su tierra y su vida. La tradición angklung más antigua se llama «Angklung Buhun» (antiguo angklung en sondanés) de Lebak, Bantén. Angklung buhun es un antiguo tipo de angklung interpretado por el pueblo baduy de la provincia de Bantén durante la fiesta de la cosecha Seren Taun.

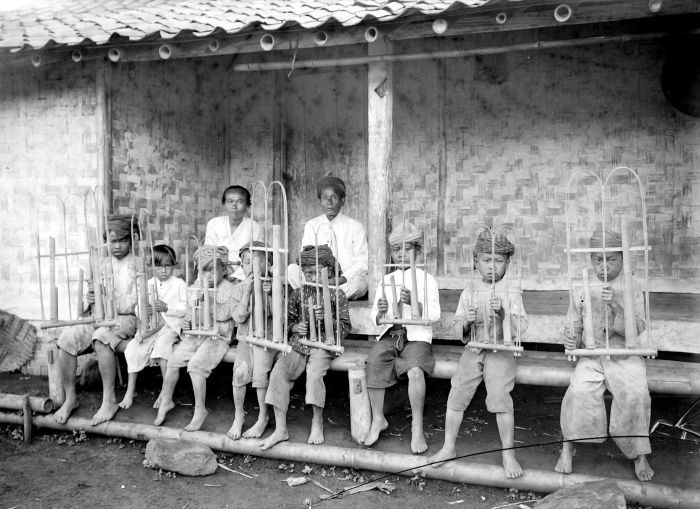
Niños sondaneses tocando angklung en 1918.

En 1938, Daeng Soetigna [Sutigna], de Bandung, creó un angklung que se basa en la escala diatónica en lugar de las tradicionales escalas pelog o sléndro. Desde entonces, el angklung ha vuelto a la popularidad y se utiliza para la educación y el entretenimiento, e incluso puede acompañar a los instrumentos occidentales en una orquesta. Una de las primeras representaciones de angklung en una orquesta fue en 1955, durante la Conferencia de Bandung. En 1966, Udjo Ngalagena, un estudiante del maestro Daeng Soetigna (músico considerado el padre del angklung moderno), abrió su Saung Angklung (Casa de Angklung) como un centro para su preservación y desarrollo.
El angklung también ha sido adoptado por otros pueblos austronesios, en particular por Malasia y Filipinas, donde se tocan como parte de las orquestas de xilófono de bambú. Formalmente introducido en Malasia en algún momento después del final de la Confrontación indonesio-malaya, el angklung encontró popularidad inmediata.
La UNESCO designó al angklung como Obra Maestra del Patrimonio Oral e Intangible de la Humanidad el 18 de noviembre de 2010. El 9 de julio de 2011, 5 182 personas de distintas nacionalidades tocaron angklung simultáneamente en Washington D. C., incluyéndose en el Libro Guiness de los Récords como el mayor conjunto angklung.